# Голубянка высокогорная
Голубянка высокогорная, или голубянка альтиваганс (лат. Polyommatus altivagans), — вид бабочек из семейства голубянки.

## Этимология
altivagans (латинский язык) — «высокогорный».

## Ареал и места обитания
Закавказье, Турция, Северный Иран. В России достоверно известно только одно указание на обитание вида вблизи Ботлих-Гонвары в Дагестане. Бабочки населяет горные лугово-степные склоны, мезофильными луга, сухие каменистые и щебнистые склоны на высотах от 1700 до 2900 метров над уровнем моря.

## Биология
За год развивается одно поколение. Время лёта наблюдается с июля до конца августа. Бабочки часто попадаются по небольшим узким высохшим руслам ручьев, где присаживаются на цветущие растения. Яйца откладываются самкой по-штучно на листья кормового растения гусениц — эспарцета. Зимуют гусеницы третьего возраста.